# Скъпа, смалих децата
„Скъпа, смалих децата“ (на английски: Honey, I Shrunk the Kids) е американски детски научнофантастичен филм от 1989 г. на режисьора Джо Джонстън.
Продълженията „Скъпа, уголемих детето“ и „Скъпа, смалихме се“ излизат съответно през 1992 г. и 1997 г.

## Актьорски състав
| Актьор             | Роля                 |
| ------------------ | -------------------- |
| Рик Моранис        | Уейн Салински        |
| Мат Фрюър          | Ръсел Томпсън        |
| Марша Страсман     | Даян Салински        |
| Ейми О'Нийл        | Ейми Салински        |
| Робърт Оливери     | Ник Салински         |
| Кристин Съдърланд  | Мей Томпсън          |
| Томас Уилсън Браун | Ръсел Томпсън-младши |
| Джаред Ръштън      | Роналд Томпсън       |

## Награди и номинации
| Категория                          | Номиниран(и)                       | Резултат                           |
| Награда на БАФТА (17 март 1991 г.) | Награда на БАФТА (17 март 1991 г.) | Награда на БАФТА (17 март 1991 г.) |
| ---------------------------------- | ---------------------------------- | ---------------------------------- |
| Най-добри визуални ефекти          | Най-добри визуални ефекти          | награда                            |
| Сатурн (26 юни 1991 г.)            |                                    |                                    |
| Най-добър научнофантастичен филм   | Най-добър научнофантастичен филм   | номинация                          |
| Най-добри специални ефекти         | Най-добри специални ефекти         | номинация                          |
| Най-добра музика                   | Джеймс Хорнър                      | номинация                          |
| Най-добър млад актьор              | Робърт Оливери                     | номинация                          |
| Най-добър млад актьор              | Томас Уилсън Браун                 | номинация                          |
| Най-добър млад актьор              | Джаред Ръштън                      | номинация                          |